# Sza
Sza közelebbről ismeretlen ókori egyiptomi uralkodó talán a II. dinasztia idejéből, de lehetséges a III. dinasztia eleje is. Létezése vitatott, könnyen elképzelhető, hogy egy másik ismert nevű uralkodóval azonos. Néhány rendhagyó szerehbe írt név maradt fenn tőle, amelyet a Dzsószer-piramisban találtak, mindegyik tintával rajzolt „kurzív” és korai típusú felirat, így nehezen olvashatóak. Azért rendhagyó, mert az általában a keret fölé rajzolt sólyom (Hór) itt a kereten belül a névmezőben szerepel, viszont a palotahomlokzatot ábrázoló, de legalábbis sávozással díszített alsó részben is megjelenik egy hieroglifa. A kettő együtt olvasva Hórsza vagy Hórza lenne, de kérdéses, hogy a sólyom mennyiben része a névnek, mennyiben cím.
A név előfordulásai mindig a hwt-k3 ḥrw-za formájúak, ennek jelentése „Ka palotája, Hór-sza”. A feliratok többsége tartalmazza Inihnum és Maapermin tisztviselők neveit is, akik Ka házának szolgái. Ugyanez a jelcsoport megjelenik Maja kincstárnok és Meriré Merineith szakkarai sírjaiban is. Ez azért érdekes, mert mindkét sír XVIII. dinasztia korabeli, vagyis másfél évezreddel későbbiek a II. dinasztia koránál.

## Azonosítása
Jürgen von Beckerath, Dietrich Wildung és Kaplony Péter javaslata az, hogy a Sza (Za) csak Szanaht nevének rövidítése. Wolfgang Helck szerint a Dzsószer-piramis azon részén, ahol e leletek előkerültek, csak Ninetjer idejéből, vagy nem sokkal későbbről származó emlékek vannak, így a III. dinasztiabeli besorolás alaptalan. Emellett a ḥwt-k3 előtag előfordul Hotepszehemuinál is, a II. dinasztia első uralkodójánál, így stillárisan sem a III. dinasztiához, hanem a II. dinasztia elejéhez kapcsolódik. Helck ezért a Hór-Sza előfordulást az ismeretlen Hór-nevű Uneg Hór-nevének véli, Jochem Kahl szerint azonban Uneg Nebrével azonos. Kaplony Péter a palermói kő egyik töredékén az Unegszehemui nevet rekonstruálta, amelyet Uneg Hór-nevének gondol, ez esetben sem lehet Hórsza Uneg Hór-neve, ezzel szemben a njswt-bitj ur-za Hnum uralkodói nevű, Haszehemui és Dzsószer között tövid ideig hatalmon lévő királlyal azonosítható.
Szenedzs és Ninetjer neve is felmerül. Mások eleve a sólyom hieroglifát kérdőjelezik meg, és a ḥrw olvasatú sólyom helyett a wr kiejtésű fecskére gondolnak. Jean-Philippe Lauer, Pierre Lacau és Ilona Regulski szerint a feliratok jelentése egyszerűen „Ka palotájának nagy (erős) védelmezője” (wr-s3 ḥwt-k3).

## Fordítás
- Ez a szócikk részben vagy egészben  a   Horus Sa című angol Wikipédia-szócikk ezen változatának fordításán alapul.  Az eredeti cikk szerkesztőit annak laptörténete sorolja fel. Ez a jelzés csupán a megfogalmazás eredetét és a szerzői jogokat jelzi, nem szolgál a cikkben szereplő információk forrásmegjelöléseként.
- Ez a szócikk részben vagy egészben  a   Sa (König) című német Wikipédia-szócikk ezen változatának fordításán alapul.  Az eredeti cikk szerkesztőit annak laptörténete sorolja fel. Ez a jelzés csupán a megfogalmazás eredetét és a szerzői jogokat jelzi, nem szolgál a cikkben szereplő információk forrásmegjelöléseként.